# Marama Corlett
Marama Corlett (* 3. Mai 1991 in Malta) ist eine maltesische Schauspielerin und Tänzerin.

## Leben und Karriere
Marama Corlett wurde am 3. Mai 1991 in Malta geboren. Ihr Vater stammt aus Neuseeland und ihre Mutter aus Malta. Corlett begann ihre Tanzkarriere beim „Ballet Russ de Malt“ in Malta, bevor sie nach England zog, um ihre Ballettkarriere fortzusetzen. Ihr Debüt gab sie 2011 in dem Film The Devil's Double. Danach spielte sie im selben Jahr in den Theaterstück The Children's Hour.
Anschließend bekam sie in der Serie Sinbad die Hauptrolle. Unter anderem trat Corlett 2013 in Desert Dancer auf. 2023 bekam sie eine Rolle in The Watch.

## Filmografie (Auswahl)
Filme
- 2011: The Devil’s Double
- 2014: Desert Dancer
- 2014: The Goob
- 2024: We Live in Time

Serien
- 2012: Sinbad
- 2015: The Dovekeepers
- 2015: A.D.: Rebellen und Märtyrer
- 2017: Blood Drive
- 2018: Sick Note
- 2018: The City and the City
- 2019: Strike Back: Revolution
- 2020: Sick of It
- 2021: The Watch